# Weltmeisterschaften im Gewichtheben 1899
Die 3. Weltmeisterschaften im Gewichtheben fanden vom 4. bis zum 5. April 1899 in der italienischen Stadt Mailand statt. An den von der International Weightlifting Federation (IWF) ausgetragenen Wettkämpfen nahmen fünf Gewichtheber aus drei Nationen teil.

## Medaillengewinner
| Disziplin | Gold             | Silber      | Bronze       |
| --------- | ---------------- | ----------- | ------------ |
| Fünfkampf | Sergej Jelisejew | Johann Rödl | Enrico Scuri |

## Medaillenspiegel
Die Platzierungen im Medaillenspiegel sind nach der Anzahl der gewonnenen Goldmedaillen sortiert, gefolgt von der Anzahl der Silber- und Bronzemedaillen (lexikographische Ordnung). Weisen zwei oder mehr Nationen eine identische Medaillenbilanz auf, werden sie alphabetisch geordnet auf dem gleichen Rang geführt.
| Rang | Nation                 | Gold | Silber | Bronze | Gesamt |
| ---- | ---------------------- | ---- | ------ | ------ | ------ |
| 1.   | Russisches Kaiserreich | 1    | 0      | 0      | 1      |
| 2.   | Deutsches Kaiserreich  | 0    | 1      | 0      | 1      |
| 3.   | Königreich Italien     | 0    | 0      | 1      | 1      |